# Molen Van Hove
De Molen Van Hove of Nieuwe Molen is een windmolenrestant in de Oost-Vlaamse plaats Beveren, gelegen aan Vesten 68.
Deze ronde stenen molen van het type stellingmolen fungeerde als korenmolen.

## Geschiedenis
In 1787 werd op deze plaats een achtkante bovenkruier gebouwd. Het was een houten molen op een stenen onderbouw. In 1822 brandde deze molen af, waarna een ronde stenen stellingmolen werd gebouwd. In 1850 kwam er ook een stoommachine bij het maalbedrijf.
In 1924 werd de molen onttakeld: wieken en gaanderij werden verwijderd. Er werd nog met een gasmotor gemalen en vanaf 1927 met een elektromotor. De maalderij bleef tot 1975 in bedrijf voor de productie van bloem en veevoer, waartoe een haverpletter was geïnstalleerd. In de molen, die vijf verdiepingen telt, zijn de meeste onderdelen van de maalinrichting nog intact. Ook de kap is nog aanwezig.
- Inventaris van het Bouwkundig Erfgoed (Vlaanderen): 17184